# María de la Cruz Toledo

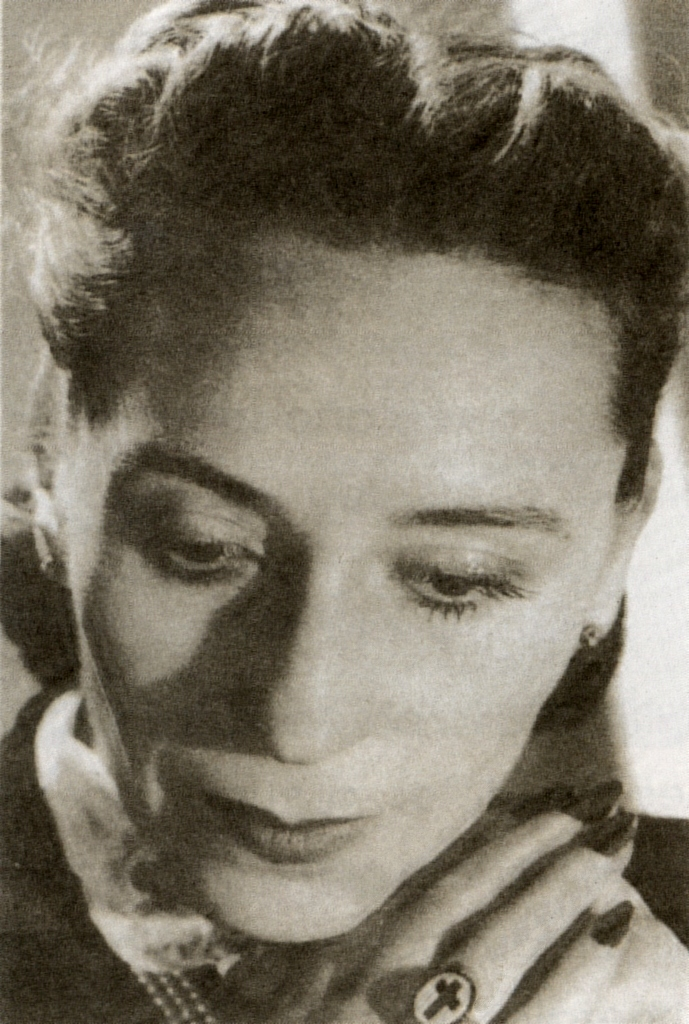
María de la Cruz Toledo

María de la Cruz Toledo (* 18. September 1912 in Chimbarongo, Santiago de Chile; † 1. September 1995 ebenda) war eine chilenische politische Aktivistin für das Frauenwahlrecht, Journalistin, Schriftstellerin und politische Kommentatorin. Im Jahr 1953 wurde sie als erste Frau in den chilenischen Nationalkongress gewählt.

## Leben
María de la Cruz Toledo wurde als Tochter von Marco Aurelio de la Cruz und Edicia Toledo in Chimbarongo geboren. Sie besuchte das Colegio Rosa de Santiago Concha und das Lyceum No. 5 in Santiago. Obwohl sie das Studium nicht mit einem Hochschulabschluss beendete, wurde sie immer als professionelle Journalistin angesehen. Bereits früh begann sie Artikel für Zeitschriften und Broschüren zu verfassen, sie war Herausgeberin einer Zeitschrift für Blinde und sprach politische Kommentare in einem Radioprogramm namens „María de la Cruz habla“.

## Politische Aktivitäten

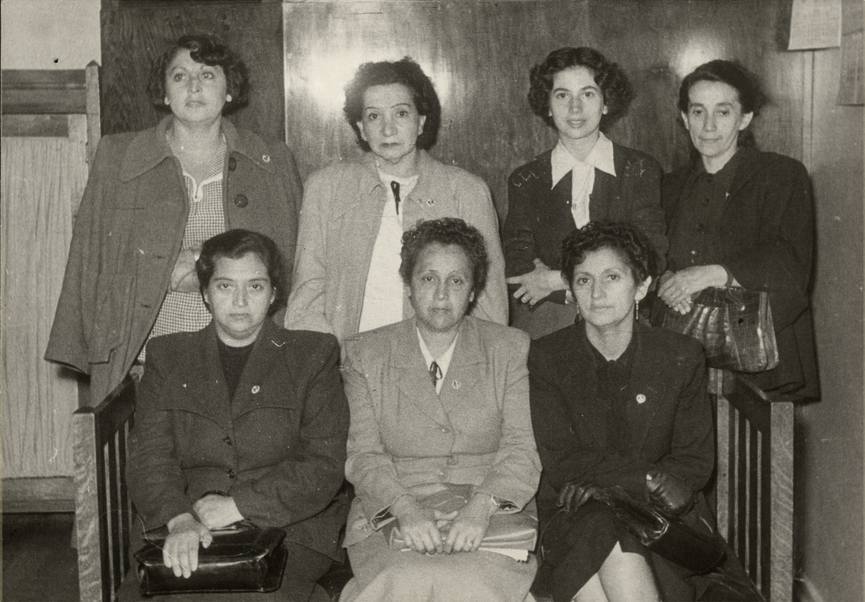
Gründungsmitglieder der Partido Femenino de Chile

Als Folge ihrer politischen Aktivitäten im Bereich der Frauenbewegung gründete sie im Jahr 1946 die Partido Femenino de Chile. Diese Partei bestand bis 1954. Ein Ziel der Partei war es, das Frauenwahlrecht in Chile einzuführen. Dieses Ziel wurde im Jahr 1949 erreicht. Die Partei hatte etwa 27.000 Mitglieder.
Im Jahr 1948 kandidierte De la Cruz mit Unterstützung von Carlos Ibáñez del Campo erfolglos für das Amt einer Senatorin von Chile. Bei der Wahl im Jahr 1952 leitete sie die Kampagne von Ibáñez. Nachdem Ibáñez die Wahl zum Präsidenten gewonnen hatte, bot er ihr an, Ministerin für Bildung in seinem Kabinett zu werden. De la Cruz lehnte ab und schlug stattdessen ihre Parteigenossin María Teresa del Canto vor.
Mit der Unterstützung von Ibáñez, der Partido Democrático de Chile (1952–1956), des Movimiento Nacional Independiente, der Organización de Mujeres Independientes, des Movimiento Nacional Ibañist und natürlich ihrer eigenen Partei errang sie am 4. Januar 1953 mit überwältigender Mehrheit als erste Frau einen Sitz im chilenischen Senat. Sie wurde am 14. Februar 1953 vereidigt und nahm ihren Platz im Senat ein.
Ihre politische Karriere endete jedoch abrupt kurze Zeit später. Ihr selbstbewusstes Auftreten brachte ihr Misstrauen und Feindschaften ein. Schließlich wurde sie von drei Frauen beschuldigt, am Schmuggel von Uhren aus Argentinien beteiligt gewesen zu sein. Am 4. August 1953 wurde sie angeklagt und von ihrer Position entfernt, obwohl ein Untersuchungsausschuss des Kongresses gegen diese Maßnahme gestimmt hatte. Die Affäre wurde später aufgeklärt, María de la Cruz Toledo wurde rehabilitiert; es blieben wenig Zweifel, dass die Anschuldigungen aufgebracht wurden, um sie politisch zu schädigen und aus dem Kongress zu entfernen.
Die Affäre beendete nicht nur die politische Karriere von María de la Cruz Toledo; auch die Partei, die sie gegründet hatte, wurde aufgelöst.
Jahre später beteiligte sie sich an der Präsidentschaftskampagne von Jorge Alessandri, trat in die Partido Nacional ein und beteiligte sich am Cacerolazo gegen Salvador Allende.
María de la Cruz Toledo starb am 1. September 1995 in Santiago de Chile.